# Sud Yungas (provins)

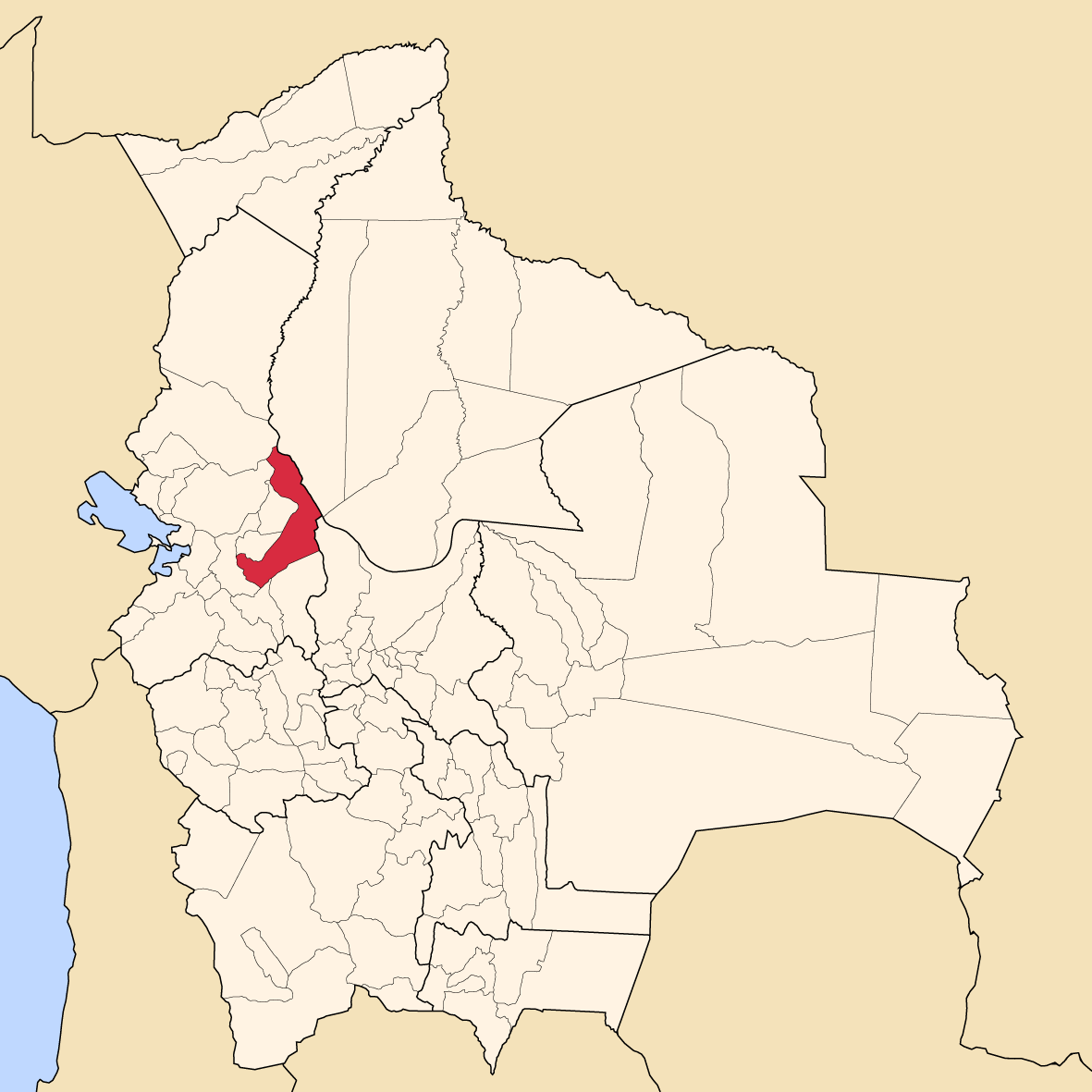
Provinsens läge i Bolivia

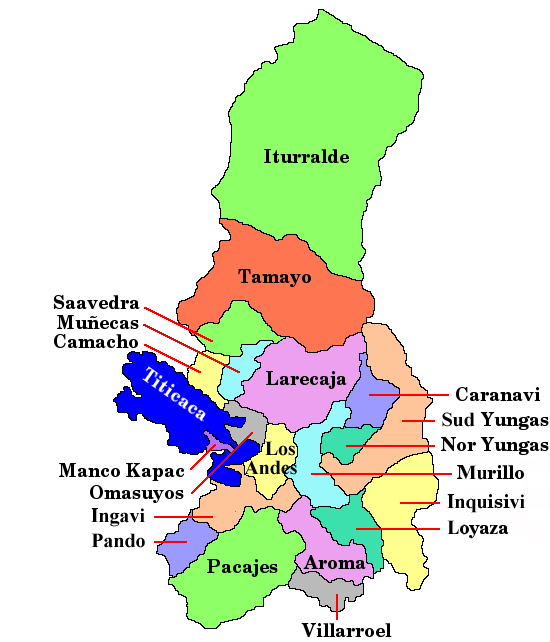
Provinser i La Paz

Sud Yungas är en provins i departementet La Paz i Bolivia. Den administrativa huvudorten är Chulumani.